# Christophe Jallet
Christophe Jallet (* 31. Oktober 1983 in Cognac) ist ein ehemaliger französischer Fußballspieler.

## Karriere

### Verein

#### Chamois Niort
Jallet begann seine Karriere 2002 bei Chamois Niort. In der Saison 2002/03 blieb ihm ein Einsatz verwehrt. Erst in der Saison 2003/04 gab er sein Profidebüt. Beim 1:1-Unentschieden, am zweiten Spieltag, gegen CS Sedan wurde Jallet in der 78. Minute für Bertrand Piton eingewechselt. In der Folge wurde er schnell Stammspieler. Zum Saisonende standen 28 Einsätze im Punktspielbetrieb der Ligue 2, der zweiten französischen Liga, und drei Tore. Einen Stammplatz hatte er auch in der Folgesaison inne, in welche er 37 Spiele (vier Treffer) bestritt. Trotzdem musste Chamois Niort aus der Ligue 2 absteigen.

#### Mit dem FC Lorient in Frankreichs Oberhaus
In der Saison 2006/07 unterschrieb Jallet beim Erstligisten FC Lorient. Sein Debüt für die Bretonen gab er am 1. Spieltag, als er beim 3:2-Sieg gegen Paris Saint-Germain,  nach wenigen Minuten für Papiss M´Bodoji eingewechselt wurde. In Lorient etablierte sich Jallet als Stammspieler und hatte Anteil am erfolgreichen Klassenerhalt des FC Lorient. Auch in der Folgesaison war er Teil der Stammelf des FC Lorient; auch dieses Mal gelang der Klassenerhalt. Diese Bedingungen galten auch in der Saison 2009/10.

#### Jallet in der Hauptstadt
Zur Saison 2009/10 wechselte Jallet nach drei Jahren in Lorient zu Paris SG. Sein Debüt gab er am 15. August 2009, als er am zweiten Spieltag der Saison 2009/10, gegen den UC Le Mans, in der 72. Minute für Mevlüt Erdinç eingewechselt wurde. In den nächsten beiden Spielen, gegen den FC Valenciennes, sowie gegen den OSC Lille, gelang Jallet jeweils ein Treffer. Spätestens ab dem 17. Spieltag erkämpfte sich Jallet, nach anfänglichen Schwierigkeiten, einen Stammplatz. Der Verein selber fand sich jedoch im Mittelmaß wieder; zum Saisonende belegte der Klub aus der französischen Hauptstadt den 13. Tabellenplatz. Jedoch gewann man den französischen Pokal. Im Finale bezwang man die AS Monaco mit 2:0. Auch in der Saison darauf war Jallet Stammspieler. Am 16. September 2010 feierte Jallet sein Europapokaldebüt, als er im Gruppenspiel der UEFA Europa League, gegen den FC Sevilla, in der Anfangself stand. Am 30. September 2010, gegen Karpaty Lwiw, gelang Jallet auch sein erster Treffer im Europapokal, als er in der vierten Minute das 1:0 für die PSG erzielte. Die Hauptstädter setzten sich in der Gruppenphase als Tabellenführer, vor dem FC Sevilla, durch und scheiterten erst im Achtelfinale an Benfica Lissabon. In der Meisterschaft spielte man lange Zeit um die Qualifikation zur UEFA Champions League mit. Letztendlich belegte man nur Platz vier und man musste somit mit der UEFA Europa League vorliebnehmen. In der Folgesaison musste sich Jallet mit PSG als Zweitplatzierter hinter HSC Montpellier mit der Vize-Meisterschaft begnügen.

### Nationalmannschaft
Am 15. August 2012 debütierte Jallet für die „Equipe Tricolore“, als er beim 0:0-Unentschieden in Le Havre gegen Uruguay bereits nach 28 Minuten für Mathieu Debuchy eingewechselt wurde. Seinen ersten Treffer erzielte er am 11. September 2012 im WM-Qualifikationsspiel in Saint-Denis gegen Belarus, als er das 2:0 markierte. Danach stand er aber weder in den entscheidenden Qualifikationsspielen noch bei der Weltmeisterschaft im Aufgebot.
Danach kam er aber wieder bei mehreren Freundschaftsspielen als Rechtsverteidiger zum Einsatz und bei der Fußball-Europameisterschaft 2016 im eigenen Land stand er erstmals bei einem großen Turnier im  Aufgebot Frankreichs. Er war einer von drei Feldspielern, die im Turnier ohne Einsatz blieben.